# OpenBazaar
OpenBazaar est un projet libre de développement d’un protocole pour des transactions de commerce électronique dans une place de marché entièrement décentralisée. OpenBazaar utilise la crypto-monnaie Bitcoin, est Peer-to-Peer et est basée sur le code initial d’un projet de hackathon nommé DarkMarket.

## Historique
À l’origine, il s’agissait d’un projet issu du hackathon de Toronto nommé DarkMarket, créé en avril 2014 par Amir Taaki.
Le projet initial a ensuite fait l’objet de modifications d’envergure qui ont donné lieu à un fork, à l’initiative de Brian Hoffman. Le 4 avril 2016, OpenBazaar a publié sa première version, qui permettait aux utilisateurs d'acheter et de vendre des biens en bitcoins.

## Technique
L'interface utilisateur est codée en JavaScript, le backend est codé en Go.
Loading a marketplace on OpenBazaar is the equivalent of torrenting a file. (sur reddit).